# Pia Camil
Pia Camil (Ciutat de Mèxic, 1980) és una artista mexicana. La seva obra comprèn escultura, instal·lació, performance i art tèxtil, entre altres expressions. El seu estil evoca el paisatge urbà de la Ciutat de Mèxic, el modernisme, així com la publicitat urbana i els aparadors i una crítica oberta al consumisme. Les seves obres integren la participació de les persones en la mateixa, com el cas de A pot por latch, on a més d'evocar-se les estructures de comerç ambulant, les persones que visiten l'exposició poden intervenir la peça vestint part de la mateixa. Va estudiar en la Rhode Island School of Design i en la Slade School of Fine Art de Londres.

## Exposicions individuals
- Slats, Skins & Shopfittings”, Blum & Poe, Nova York (2016)
- "A Pot for a Latch", New Museum, Nova York (2016)
- "Skins", Contemporary Arts Center, Cincinnati (2015)
- "The Little Dog Laughed", Blum & Poe, Los Ángeles (2014)
- "Espectacular Telón", Sultana Gallery, París (2013)
- "Cuadrado Negro", Centro-Museo Vasco de Arte Contemporáneo, Vitoria-Gasteiz. (2013)
- "El Resplandor", Galería OMR, Ciudad de México (2009).